# Соколов Микола Олексійович (актор)
Соколов Микола Олексійович (* 23 листопада 1906, Смоленськ, Російська імперія— 8 травня 1981, Київ, УРСР, СРСР) — радянський актор і театральний режисер. Працював у Київському театрі російської драми ім. Лесі Українки і Київському театрі оперети. Народний артист Української РСР (1960).

## Життєпис
Народився 23 листопада 1906 у Смоленську.
Навчався на акторському відділі Першої ленінградської художньої студії.
Працював у театрах Санкт-Петербургу, Вологди, Новосибірська («Червоний факел»).
У 1931–1954, 1957–1967 — працював у Київському театрі російської драми ім. Лесі Українки, на сцені якого здійснив низку вистав українського і зарубіжного класичного репертуару. Про його роботу в цьому театрі з великою повагою згадується у спогадах М. Резніковича.
У 1958 і у 1966 працював у Київському театрі оперети.
Жив у Києві в будинку на вулиці Пушкінській, 19, згодом у будинку на вулиці Шота Руставелі, 26.
Помер у Києві 8 травня 1981.

## Ролі
- Кімбаєв («Страх» О. Афіногенова)
- Вайонен («Оптимістична трагедія» В. Вишневського)

## Постановки
- «Юність Полі Вихрової» (за романом Л. Леонова «Російський ліс»)
- «Пісня про чорноморців» Б. Лавреньова
- «У пущі» Лесі Українки (вперше на російській сцені)
- «Камінний господар» Лесі Українки
- «Київський зошит» В. Собка
- «Дон Карлос» Ф. Шиллера
- «Таке кохання» П. Когоута
- «Іркутська історія» О. Арбузова
- «Нас десь чекають» О. Арбузова
- «Океан» і «Між зливами» О. Штейна